# Kameosa

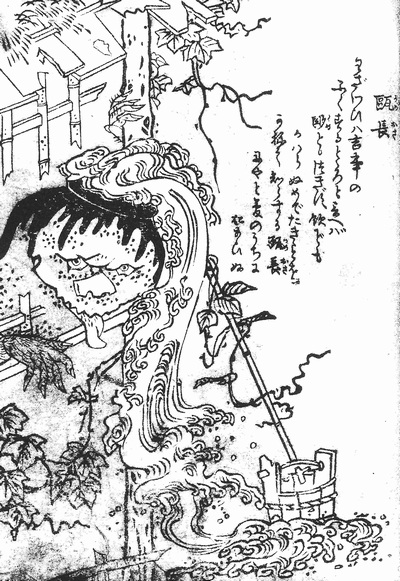
Ein Kameosa, wie er in Sekiens Gazu Hyakki Tsurezure Bukuro erscheint.

Der Kameosa (瓶長; wörtlich „Langer Krug“) ist ein fiktives Wesen der japanischen Folklore. Er gehört zur Yōkai-Gruppe der Tsukumogami („Artefakt-Geister“) und gilt als dem Menschen wohlgesinnt.

## Beschreibung
Der Kameosa hat die Gestalt eines großen, irdenen Kruges, der beständig mit Sake gefüllt ist. Seine Größe kann dabei variieren, sie ist von dem besessenen Objekt abhängig. An der Vorderseite des Kruges erscheint ein fratzenhaftes, oftmals mürrisch wirkendes Gesicht, an den Seiten befinden sich in manchen Darstellungen haarige Arme und Hände. Er kann außerdem auf zwei Beinen laufen. Kameosa entwickeln ein Eigenleben, wenn sie ihren „100. Geburtstag“ erreichen. Doch im Gegensatz zu anderen Tsukumogami erwachen sie nur, wenn sie lange und ausgiebig genutzt wurden und auch nach ihrer Yōkai-Werdung mit Respekt behandelt und sorgsam gepflegt werden. Dies danken sie ihrem Besitzer mit einem sprichwörtlich unerschöpflichen Vorrat: Egal, wie oft der Besitzer aus ihm trinkt oder schöpft, der Kameosa geht nie leer. Wird der Kameosa hingegen verwahrlost, wird er wieder zu einem leblosen, einfachen Krug.

## Hintergrund
Die früheste und zugleich bekannteste Abbildung eines Kameosa findet sich im Sammelwerk Gazu Hyakki Tsuretsure Bukuro (画図百鬼徒然袋; 100 Geister im Handgepäck) von Toriyama Sekien aus dem Jahr 1784. Sekiens eigene Version eines Kameosa wurde durch einen seiner eigenen Schüler inspiriert: der hochbegabte junge Koikawa Harumachi war ein begnadeter Ukiyo-e-Künstler und zugleich leider auch ein „unverbesserlicher Säufer“ (wie Harumachi von sich selbst sagt). Unter dem Pseudonym „Captain Schnapskrug“ (瓶長; mit derselben Lesung Kame-osa) veröffentlichte er später gelb eingebundene Bilderbände und Poesie-Alben. Sekien machte seinen Schüler mit seiner Karikatur unsterblich.
Die Gestalt des Kameosa geht allerdings auf die chinesische religiöse Spruchsammlung Daodejing zurück, die von dem Philosophen Laotse um 370 v. Chr. verfasst wurde. Das Werk wird in dem bekannten japanischen Nō-Stück Shōjō aufgegriffen. In einer der Kurzgeschichten wird von einem verarmten Ladenbesitzer erzählt, dem ein Orakel im Traum rät, auf einem bestimmten Marktplatz an einem bestimmten Tag einen Sake-Stand zu öffnen. Der Mann tut wie geheißen und tatsächlich ist sein Sake in der ganzen Region so gefragt, dass er mit dem Verkauf kaum noch nachkommt. Da fällt ihm eines Tages ein besonders spendabler Käufer auf, der Krüge um Krüge leer trinken kann, ohne blau zu werden. Der Mann will sich bei dem Kunden für dessen Großzügigkeit und Treue bedanken und außerdem neugierig fragen, woher seine Trinkfestigkeit komme. Der Mann findet den Trinker am Strand vor und überreicht ihm einen besonders schönen, mit Sake gefüllten Krug, als Treuegeschenk. Da offenbart sich der Kunde als ein freundlicher und dankbarer Han'yō namens Shōjō. Shōjō nimmt den Sakekrug, singt eine Beschwörung und gibt das Gefäß dem Händler zurück. Der Händler ist völlig verblüfft, als er aus dem Krug trinkt und feststellt, dass dieser niemals leer geht, egal, wie viel man daraus schöpft. In diesem Augenblick wacht der Händler auf. Zunächst enttäuscht darüber, dass alles nur ein Traum war, rutscht dem Händler vor Schreck und Freude das Herz in die Hose, als neben seinem Schlafplatz tatsächlich und wirklich der Sakekrug steht – und niemals leer geht.